# Группа Ананке
Группа Ананке — группа ретроградных нерегулярных спутников Юпитера, имеющих схожие орбиты и, возможно, общее происхождение. Название группы взято по названию крупнейшего объекта в группе.

## Состав группы
Количество спутников насчитывает от восьми до шестнадцати, в зависимости от точного определения для группы.
Восемь спутников, однозначно причисляемых к группе Ананке (в порядке удалённости от Юпитера): S/2003 J 16, Мнеме, Эванте, Гарпалике, Праксидике, Тионе, Ананке и Иокасте.
Остальные восемь: Эвпорие, Евфеме, S/2003 J 18, Ортозие, Тельксиное, Гермиппе, Гелике и Филофросине.
Международный астрономический союз присваивает ретроградным спутникам Юпитера названия с окончанием е.

## Происхождение
Считается, что группа Ананке образовалась, когда астероид был захвачен Юпитером и впоследствии фрагментирован в результате столкновения. Это предположение основано на том, что дисперсия средних орбитальных параметров стержней очень мала и может быть объяснена малым скоростным импульсом (15 < мкВ < 80 м/с), совместимым с одним столкновением и распадом.
Исходя из размеров спутников, первоначальный астероид мог быть около 28 км в диаметре. Поскольку это значение близко к приблизительному диаметру самого Ананке, вполне вероятно, что родительское тело не было сильно разрушено. 
Имеющиеся фотометрические исследования, однако, ставят это под сомнение и предполагают, что вековой резонанс смешал группы Ананке и Пасифе: три спутника первого семейства (Гарпалике, Праксидике и Иокасте) имеют схожие серые цвета (средние показатели цвета: B−V = 0,77 и V−R = 0,42), в то время как сам спутник Ананке находится на границе между серым и светло-красным.